# 嫌いでいさせて
『嫌いでいさせて』（きらいでいさせて）は、ひじきによる漫画。2024年6月時点でシリーズ累計発行部数は180万部を突破している。
アルファに対しトラウマがあるオメガと、運命の番だと迫るも嫌なことはしないよう堪えるアルファの恋愛模様を描いた、オメガバースのボーイズラブ作品である。

## あらすじ
娘のために、と母から婚活パーティーに参加させられたオメガの古賀雫斗は、アルファの男性から「運命の番」と迫られた。アルファに襲われた過去からアルファを嫌っており、雫斗は逃げ出してしまった。
職探しもオメガであることを理由に落ち続けたが、高校の用務員として受かった。しかしその高校で、婚活パーティーで「運命の番」だと迫って来た男性、土屋葉月と出くわしてしまう。雫斗は、ヒートに当てられても襲わず、傷付けまいと必死に耐えようとする葉月に次第に惹かれていく。

## 登場人物
声の項目はドラマCDで演じた声優である。

### 土屋家
土屋 雫斗（つちや なおと）〈21→24〉
（古賀雫斗→土屋雫斗）
声：斉藤壮馬
シングルマザー。オメガ。高校時代に学校のアルファの先輩数人に暴行を受け妊娠、しずくを出産した過去がありそのため長らくアルファの男にトラウマを持ち「番は不要」と思っていた。しずくのことは「実父がどうあれ自分の子」という思いから彼女を妊娠中にも出産の決意は揺るぐことはなく、何よりも大事に思っている。娘のしずくを育てるため就活し、高校の用務員として働く。
葉月と結婚してからは、しずく・湊と共に苗字が古賀から「土屋」に変わった。
土屋 葉月（つちや はづき）〈17→20〉
声：増田俊樹
土屋グループの御曹司。高校2年生。アルファであることを隠し、ベータとして生活している。アルバイト先で行われた婚活パーティで雫斗と出会い「運命の番」と見定めて求愛、最初は拒絶されるも徐々に彼の心を開いて結婚に至りしずくも自分の娘として迎え入れた。高校卒業後は大学に通いながら母の会社を手伝っている。
土屋 しずく（つちや しずく）〈5→8〉
（古賀しずく→土屋しずく）
声：白石晴香
雫斗の娘だが上述の経緯のため実父は不明のまま。アルファ。幼少期からしっかり者で、雫斗がシングル時代にも周囲の差別の目を理解しつつ彼を励ましている。旧姓「古賀」で雫斗が葉月と結ばれてからは連れ子として土屋姓をとり葉月と義理の親子となった。後にできた２人の異父弟も可愛がっている。
土屋 湊（つちや みなと）〈0〉
声：森嶋優花
雫斗と葉月の息子。長男。
土屋 蒼大（つちや あおい）
雫斗と葉月の息子。次男。
アルファ。父葉月に似て好きな子以外に全く興味を示さず、母雫斗に似て料理が上手い。何事もそつなくこなすが基本的にやる気を出さない。
土屋 美月（つちや みづき）
葉月の母であり、土屋グループの代表取締役社長。

### 古賀家
古賀 雫斗（こが なおと）
#土屋家を参照。
古賀 しずく（こが しずく）
#土屋家を参照。
古賀 雪（こが ゆき）
声：池辺久美子
雫斗の母。シングルマザーとして奮闘する雫斗を見守っており強引に婚活パーティに参加させたことで葉月との出会いを結果的に作り出した。雫斗結婚後も孫たちを預かるなど子育てに協力している。

### 笠元家
笠元 ダイキ（かさもと だいき）
しずくが入学した小学校の同級生。オメガ。
笠元 純（かさもと じゅん）
ダイキの母。オメガ。雫斗のママ友。
笠元 大吾（かさもと だいご）
ダイキの父。

### 村雨家
村雨 郁也（むらさめ いくや）
声：熊谷健太郎
社長の息子として、職場で相当な横暴を働いている。雫斗を襲い、雫斗がアルファに対しトラウマを持つきっかけを作る。しずくの実の父親の可能性がある。
村雨 誠太（むらさめ せいた）
土屋グループ傘下のイーズホテル代表取締役社長。郁也の父親。

### その他
京介（きょうすけ）〈17→20〉
声：中島ヨシキ
葉月の友人。ベータ。専門学校に進学し、たまに部活の後輩の面倒を見に母校に来ている。朝永の友人でもある。
結衣（ゆい）
声：四月一日佳穂
オメガを理由にいじめられていた過去があり、そのとき葉月に助けてもらった。葉月を「運命のアルファ」と呼ぶ。
木村（きむら）
声：相馬康一
定年間際の高校の用務員。アルファ。妻がオメガであり、オメガの苦労をよく知っている。
乃亜（のあ）
しずくの友達。
朝永（あさなが）
アルファ。しずくが通う小学校の先生。柳木と仲良くなりたいと思っている。京介の友人。
柳木と付き合い始める。
柳木（やなぎ）
オメガ。しずくが通う小学校の先生。関わろうとしてくる朝永に対して思うところがある。
朝永先生のことが大好きで、付き合い始める。
柴田 莉緒（しばた りお）
蒼大の高校の同級生の男子。ベータ。優しい性格で、失敗も多いが何事にも一生懸命な頑張り屋。一人の時間が好きで、人と話すのが苦手だがひとりぼっちは寂しく感じる。

### 関係図
| （村雨家）     | （村雨家）     | （村雨家）     | （村雨家）     | （村雨家）     | （村雨家）     |          |          |                  |                  |                  |                  |                  |                  |  |  | （古賀家）     | （古賀家）     | （古賀家）     | （古賀家）     | （古賀家）     | （古賀家）     |  |  |         |         |         |         |         |         |         |         | （土屋家）     | （土屋家）     | （土屋家）     | （土屋家）     | （土屋家）     | （土屋家）     |  |  |  |  |  |  |  |  |  |  |          |          |          |          |          |          |  |  |  |  |  |  |
| （村雨家）     | （村雨家）     | （村雨家）     | （村雨家）     | （村雨家）     | （村雨家）     | 村雨誠太 | 村雨誠太 | 村雨誠太         | 村雨誠太         | 村雨誠太         | 村雨誠太         |                  |                  |  |  | （古賀家）     | （古賀家）     | （古賀家）     | （古賀家）     | （古賀家）     | （古賀家）     |  |  |         |         |         |         | 古賀 雪 | 古賀 雪 | 古賀 雪 | 古賀 雪 | 古賀 雪        | 古賀 雪        | （土屋家）     | （土屋家）     | （土屋家）     | （土屋家）     |  |  |  |  |  |  |  |  |  |  | 土屋美月 | 土屋美月 | 土屋美月 | 土屋美月 | 土屋美月 | 土屋美月 |  |  |  |  |  |  |
|                |                |                |                |                |                | 村雨誠太 | 村雨誠太 | 村雨誠太         | 村雨誠太         | 村雨誠太         | 村雨誠太         |                  |                  |  |  |                |                |                |                |                |                |  |  |         |         |         |         | 古賀 雪 | 古賀 雪 | 古賀 雪 | 古賀 雪 | 古賀 雪        | 古賀 雪        |                |                |                |                |  |  |  |  |  |  |  |  |  |  | 土屋美月 | 土屋美月 | 土屋美月 | 土屋美月 | 土屋美月 | 土屋美月 |  |  |  |  |  |  |
| 村雨郁也 「α」 | 村雨郁也 「α」 | 村雨郁也 「α」 | 村雨郁也 「α」 | 村雨郁也 「α」 | 村雨郁也 「α」 |          |          |                  |                  |                  |                  |                  |                  |  |  | 土屋雫斗 「Ω」 | 土屋雫斗 「Ω」 | 土屋雫斗 「Ω」 | 土屋雫斗 「Ω」 | 土屋雫斗 「Ω」 | 土屋雫斗 「Ω」 |  |  |         |         |         |         |         |         |         |         | 土屋葉月 「α」 | 土屋葉月 「α」 | 土屋葉月 「α」 | 土屋葉月 「α」 | 土屋葉月 「α」 | 土屋葉月 「α」 |  |  |  |  |  |  |  |  |  |  |          |          |          |          |          |          |  |  |  |  |  |  |
| 村雨郁也 「α」 | 村雨郁也 「α」 | 村雨郁也 「α」 | 村雨郁也 「α」 | 村雨郁也 「α」 | 村雨郁也 「α」 |          |          |                  |                  |                  |                  |                  |                  |  |  | 土屋雫斗 「Ω」 | 土屋雫斗 「Ω」 | 土屋雫斗 「Ω」 | 土屋雫斗 「Ω」 | 土屋雫斗 「Ω」 | 土屋雫斗 「Ω」 |  |  |         |         |         |         |         |         |         |         | 土屋葉月 「α」 | 土屋葉月 「α」 | 土屋葉月 「α」 | 土屋葉月 「α」 | 土屋葉月 「α」 | 土屋葉月 「α」 |  |  |  |  |  |  |  |  |  |  |          |          |          |          |          |          |  |  |  |  |  |  |
|                |                |                |                |                |                |          |          |                  |                  |                  |                  |                  |                  |  |  |                |                |                |                |                |                |  |  |         |         |         |         |         |         |         |         |                |                |                |                |                |                |  |  |  |  |  |  |  |  |  |  |          |          |          |          |          |          |  |  |  |  |  |  |
|                |                |                |                |                |                |          |          |                  |                  |                  |                  |                  |                  |  |  |                |                |                |                |                |                |  |  |         |         |         |         |         |         |         |         |                |                |                |                |                |                |  |  |  |  |  |  |  |  |  |  |          |          |          |          |          |          |  |  |  |  |  |  |
|                |                |                |                |                |                |          |          | 土屋しずく 「α」 | 土屋しずく 「α」 | 土屋しずく 「α」 | 土屋しずく 「α」 | 土屋しずく 「α」 | 土屋しずく 「α」 |  |  |                |                |                |                |                |                |  |  | 土屋 湊 | 土屋 湊 | 土屋 湊 | 土屋 湊 | 土屋 湊 | 土屋 湊 |         |         | 土屋蒼大 「α」 | 土屋蒼大 「α」 | 土屋蒼大 「α」 | 土屋蒼大 「α」 | 土屋蒼大 「α」 | 土屋蒼大 「α」 |  |  |  |  |  |  |  |  |  |  |          |          |          |          |          |          |  |  |  |  |  |  |

## 書誌情報
- ひじき『嫌いでいさせて』リブレ、既刊7巻（2025年7月10日現在）
  1. 2019年6月10日発売[8]、ISBN 978-4-7997-4351-5
  2. 2020年5月9日発売[2][9][10]、ISBN 978-4-7997-4775-9
  3. 2021年11月10日発売[11]、ISBN 978-4-7997-5493-1
  4. 2022年8月9日発売[12]、ISBN 978-4-7997-5862-5
  5. 2023年6月9日発売[13]、ISBN 978-4-7997-6291-2
  6. 2024年6月10日発売[14]、ISBN 978-4-7997-6758-0
  7. 2025年7月10日発売[15]、ISBN 978-4-7997-7279-9
- ひじき『嫌いでいさせて　朝永先生と柳木先生』リブレ、全1巻、2024年1月10日発売[16]、ISBN 978-4-7997-6574-6

## ドラマCD
2020年5月8日、ドラマCD化されることが発表され、同年11月4日に発売された。発売前の11月2日には、ドラマCD第二弾の制作と発売日、音声配信が同時発売されることが発表された。その後も続刊が発売されている。

### その他のキャスト
- チーフ：江越彬紀
- りか：広瀬さや
- 主婦：三宅麻理恵
- 男客：陣谷遥

### スタッフ
- 脚本：前川陽子
- 音楽：9per
- 音響演出：蜂谷幸
- 録音調整：田中直也
- 音響効果：八十正太
- 音響制作：大坪絢
- マスタリング：早野利宏
- 録音スタジオ：デルファイサウンド
- プロデューサー：牧千佳代・高越沙織

### 品番
| 巻 | 発売日         | 規格品番 | JANコード         | 備考                                    |
| -- | -------------- | -------- | ----------------- | --------------------------------------- |
| 1  | 2020年11月04日 | CEL-103  | JAN 4571284841031 | 初回限定 描き下ろしマンガ小冊子セット。 |
| 1  | 2020年11月10日 | CEL-104  | JAN 4571284841048 | 通常盤。                                |
| 2  | 2021年03月26日 | CEL-109  | JAN 4571284841093 | 初回限定 描き下ろしマンガ小冊子セット。 |
| 2  | 2021年11月10日 | CEL-110  | JAN 4571284841109 | 通常盤。                                |
| 3  | 2022年09月30日 | CEL-127  | JAN 4571284841277 | 初回限定 描き下ろしマンガ小冊子セット。 |
| 3  | 2023年06月09日 | CEL-128  | JAN 4571284841284 | 通常盤。                                |
| 4  | 2023年06月09日 | CEL-133  | JAN 4571284841338 | 特装盤 描き下ろしマンガ小冊子セット。   |
| 4  | 2023年06月09日 | CEL-134  | JAN 4571284841345 | 通常盤。                                |
| 5  | 2024年06月10日 | CEL-143  | JAN 4571284841437 | 特装盤 描き下ろしマンガ小冊子セット。   |
| 5  | 2024年06月10日 | CEL-144  | JAN 4571284841444 | 通常盤。                                |
| 6  | 2025年07月10日 | CEL-157  | JAN 4571284841574 | 特装盤 描き下ろしマンガ小冊子セット。   |
| 6  | 2025年07月10日 | CEL-158  | JAN 4571284841581 | 通常盤。                                |